# Nong Bun Mak (huyện)
Nong Bun Mak (tiếng Thái: หนองบุญมาก) là một huyện (amphoe) của tỉnh Nakhon Ratchasima, đông bắc Thái Lan.

## Lịch sử
Nong Bunnak được lập làm tiểu huyện (King Amphoe) ngày 1 tháng 7 năm 1983 thông qua việc chia tách 3 tambon Nong Bunnak, Saraphi và Thai Charoen từ huyện Chok Chai. Tiểu huyện đã được chính thức nâng cấp thành huyện ngày 25 tháng 5 năm 1989. In 2003 Huyện đã được đổi tên từ Non Bunnak thành Nong Bun Mak.

## Địa lý
Các huyện giáp ranh (từ phía đông theo chiều kim đồng hồ) là Nong Ki của tỉnh Buriram, Khon Buri, Chok Chai và Chakkarat của tỉnh Nakhon Ratchasima.

## Hành chính
Huyện này được chia thành 9 phó huyện (tambon), các đơn vị này lại được chia ra thành 104 làng (muban). Không có khu vực thành thị, có 9 Tổ chức hành chính tambon.
| 1. | Nong Bunnak   | หนองบุนนาก |  |
| 2. | Saraphi       | สารภี      |  |
| 3. | Thai Charoen  | ไทยเจริญ   |  |
| 4. | Nong Hua Raet | หนองหัวแรต |  |
| 5. | Laem Thong    | แหลมทอง   |  |
| 6. | Nong Takai    | หนองตะไก้  |  |
| 7. | Lung Khwao    | ลุงเขว้า    |  |
| 8. | Nong Mai Phai | หนองไม้ไผ่  |  |
| 9. | Ban Mai       | บ้านใหม่    |  |